# IMovie
iMovie er et filmredigeringsprogram som følger med alle nye Apple computere. Programmet, der er en del af Apple's iLife pakke, giver brugere en nem mulighed for at redigere sine egne film. iMovie 3 og senere versioner findes kun til Mac OS X, mens tidligere versioner (2.0.3 eller ældre) kan køre under Mac OS 9.
iMovie blev populær efter frigivelsen af den første version, pga. programmets enkelthed. De fleste opgaver løses af drag 'n' drop. Dette gjorde iMovie kendt blandt PC-brugere gennem PC-blade, hvor den fik en god modtagelse, samt en forside historie.
Jonathan Caouette's film Tarnation, blev redigeret udelukkende med iMovie. Filmen vandt hele 7 priser og blev vist ved Cannes Filmfestival i 2004.
Via FireWire, kan iMovie hente optagelser direkte fra et digitalt video kamera og gemme det på harddisken. Herfra kan iMovie så redigere, tilføje tekst, musik, effekter og lydeffekter. Desuden kan man tilføje overgange mellem filmklip.
11. januar 2005 introducerede Apple iMovie HD som en del af iLife '06, hvor man for første gang kunne redigere i high-definition.

## iMovie HD 6
iMovie HD 6 blev udgivet 11. januar 2005 som en del af iLife '06. Programmet er integreret med resten af programmerne; iPhoto, iTunes, iDVD, Garageband og iWeb. Nye funktioner inkluderer:
- Fem "temaer" designet af Apple. Med drag 'n' drop kan man tilføje billeder og filmklip i prædesignede temaer, for at give et projekt et professionelt udseende.
- Real-time effekter. Brugeren skal ikke længere vente på at effekterne skal rendere.
- Cinematic real-time titler.
- Forbedret lyd værktøjer og effekter.
- Video podcast og blog, integreret med iWeb.
- Opdateret udseende.

## Eksterne links
- Apple – iLife
- Apple – iMovie HD

| Software | Spire Denne artikel om software og programmering er en spire som bør udbygges. Du er velkommen til at hjælpe Wikipedia ved at udvide den. |